# Lee Hyo-jin
Dans ce nom coréen, le nom de famille,  Lee , précède le nom personnel.
Lee Hyo-jin, née le 22 avril 1994, est une handballeuse internationale sud-coréenne.
En 2014, avec l'équipe junior de Corée du Sud, elle remporte le titre de championne du monde junior et termine meilleure marqueuse de la compétition, dont elle est élue également meilleure joueuse. Elle avait déjà été élue meilleure joueuse de la compétition en 2012.
Elle intègre rapidement l'équipe senior de Corée du Sud senior avec qui elle participe au championnat du monde en 2013.

## Palmarès

### En sélection
- 12e place au championnat du monde en 2013

Compétitions junior
- Championne du monde junior en 2014
- 6e place au Championne du monde junior en 2012

### Distinctions individuelles
- Meilleure joueuse du championnat du monde junior en 2012 et 2014
- Meilleure marqueuse du championnat du monde junior en 2014